# Панагия (просфора)
Вижте пояснителната страница за други значения на Панагия.
Панагѝя (на гръцки παναγία – пресвета) е просфора в чест на Богородица.
Панагия се нарича частта от просфората, взета по време на проскомидията в чест на Божията майка. Тя се поставя на специален поднос, наречен дискос, където според специален обряд, наречен „Въздигането на Панагията“ (намира се в Часослова и в Типикона), се пренася в трапезарията на манастира. Едната ѝ част се яде преди, а другата в края на трапезата. Панагията според вярванията е претвореното тяло на Божията майка, с която се съединяват монасите.
Главният празник в чест на Богородица е Успението Богородично. Според преданието на третия ден след смъртта на Божията майка апостолите били объркани, не намирайки тялото ѝ в гроба, отворен по молба на апостол Тома. Вечерта на трапезата, по време на молитвеното преломяване (пречупване) на хляба, във въздуха им се явила самата Богородица. Възкресена от Христа тя била заобиколена от ангели и поздравила апостолите с думите: „Радвайте се, защото съм с вас през всичките дни“. Именно затова панагията на Успение Богородично се почита особено.

## Празници
В Кюстендил от 2007 година, ежегодно на 15 август, в деня на Успение Богородично се празнува „Панагия – Въздигане на хляба“.